# Экян, Андре
Андре Экян (Экиян, Эчкиян, фр. André Ekyan; имя при рождении Andre Eckian (Echkyan), 24 октября 1907, Мёдон — 9 август 1972, Аликанте) — французский джазовый музыкант, саксофонист, кларнетист, дирижер, композитор и аранжировщик армяно-венгерского происхождения. Пионер французского джаза.
Самый творческий саксофонист французского джаза 1930-х и 40-х годов. Внес существенный вклад в развитие джаза во Франции.
Экян был руководителем джазового ансамбля в клубе Le Perroquet в Париже в конце 1920-х годов. В 1930-х годах он играл с Джеком Хилтоном, Грикором Келекяном и Томми Дорси и несколько лет записывался с Джанго Рейнхардтом, Томми Бенфордом, Джеком Батлером, Бенни Картером, Фрэнком Гуди, Коулманом Хокинсом, Меззом Меззроу, Джо Тернером и Рэем Вентурой.
Был помещен на обложку недавно до этого созданного журнала Jazz Hot за июнь 1936 года.

## Биография
Андрэ Экиян родился в Мёдоне, Франция, в 1907 году. Мать Андрэ была из Венгрии, а отец переехал в Европу из Западной Армении и в результате натурализации его настоящая фамилия Эчкиян стала звучать как Экиян.
В детстве Андрэ занимался музыкой — играл на кларнете. После переезда во Францию, он поступил в университет на медицинский факультет, предполагая стать дантистом. В университете Андрэ купил себе альт-саксофон и стал играть на этом инструменте.
К 1920 году он практически забросил выбранную профессию и из дантиста переквалифицировался в профессионального музыканта. Первый шаг в этом направлении он сделал в знаменитом тогда в Париже «Orchestra of Perroquet», а через несколько лет создал и свой собственный небольшой оркестр, который каждый вечер играл в кабаре «Крест Востока».
Таким образом Андрэ сделал себе имя аранжировщика и создателя новых музыкальных стилей. К середине 1930-х годов он становится одним из основателей кабаре Le Bœuf sur le toit, где записывались все песни того периода. Записанные в кабаре композиции Андрэ Экияна стали первыми произведениями в стиле джаз во Франции, за что Андрэ стали называть основоположником джаза во Франции.
В 1930-х годах он выступал во многих парижских клубах, в Abbaye de Thélème, в Fétiche и в Music Box. Там он познакомился со многими музыкантами того времени: Мишелем Варло, Филиппом Бруном, Гарри Купером, Фредди Джонсоном , Гаем Пакинетом.
В 1931 и 1932 годах он дирижировал оркестром клуба Croix du Sud, в котором работали Стефан Граппелли , Ален Романс, Джанго Рейнхардт и Аликс Комбель . Он также играет в другом оркестре с музыкантами Мишелем Эмером и барабанщиком Максом Эллоем.
В 1940-е годы Андрэ переезжает в Нью-Йорк, где начинает играть с такими гигантами джаза, как Томми Дорси, Фэтс Уоллер и Джо Тернер. Но через несколько лет возвращается в родную Францию, где создает ещё несколько знаменитых кабаре.
По мнению авторитетного в мире джазовой критики и журналистики историка джаза Юге Панасье, типично французский стиль джаза, который обычно олицетворяет «Hot Club de France», появился именно в кабаре Экияна.
Имя Андрэ Экияна включено в престижную джазовую энциклопедию Леонарда Фезера как одного из известных исполнителей XX века.
В 1970 году Андре Экян принял участие в фильме Жана-Пьера Мелвиля «Красный круг», сыграв роль Рико.
Андрэ Экиян погиб в автокатастрофе в августе 1972 года, когда вместе со своим оркестром гастролировал по Испании.